# Sphaerocodon platypodum
Sphaerocodon platypodum är en oleanderväxtart som beskrevs av Karl Moritz Schumann och Wildem.. Sphaerocodon platypodum ingår i släktet Sphaerocodon och familjen oleanderväxter. Inga underarter finns listade i Catalogue of Life.